# Hand Shakers
《Hand Shakers 》（日語：ハンドシェイカー）是GoHands、Frontier Works、KADOKAWA共同製作，Animate創業30週年紀念的日本原創電視動畫。首播時間2017年1月至3月。作品標語是「用我的手，守護住。（護れ、この手で）」。續作為《W'z》由GoHands製作的原創電視動畫作品，首播時間為2019年1月6日

## 劇情
《Hand Shakers》的故事背景發生在西元20XX年的大阪。主角高槻手綱是位擅長機械的高中生，他接受了一項修理委託並前往某大學研究機構，並在那裡遇見芥川小代理，一位躺在床上的女孩。手綱和小代理的指尖輕觸，他的耳中響起了神祕的聲音，並在之後進入了異世界「通靈塔」、並捲入攻擊之中。手綱緊握著小代理的手、並以保護她的願望為契機觸發了超能力，最終打倒了對手。大學副教授槙原長政向手綱解釋，他與小代理成為了「Hand Shakers」，被稱為「寧錄」的超能力是透過握手而發動的。而其它的參戰者也都是兩人一組，各有不同的能力，發動能力的條件也不同。他們彼此對戰，不斷勝出的人便可以謁見神，而神會實現他們的願望。

## 登場人物

### Hand Shaker

#### Gear
高槻手綱（聲：齊藤壯馬）
擅長所有機器類的修理，代號「Single Gear」。戰鬥時髮型與眼睛的顏色會與小代理同化，超級新人之姿陸續擊敗Chain、Shadow及Card小組，父母似乎也是前Hand Shakers搭檔。有在W'z第03話登場。
芥川小代理（聲：諸星堇）
白髮的三無少女，代號「Sprocket Gear」。長期沉睡於槙原長政的研究室。性格溫和，在別人失落時會撫摸頭以示安慰對方。由於初醒，生活起居都由高槻手綱協助。寧錄能力在與Sword小組的第二次戰鬥覺醒。在OVA中與長冈大地，槙原長政和花咲時雨出遊時，被花咲時雨趁長冈大地和槙原長政離開時襲擊，和雙胞胎姐姐檀陷入危险，但最后长冈大地和槙原长政及时赶到救了她们姐妹俩。在W'z第2話登場時，已失去寧錄能力。委託荒城幸也找尋長岡大地以及姊姊芥川檀的下落，並提供曾經Hand Shaker人選協助荒城幸也。

#### Card
北條璃璃（聲：茅野愛衣）
與高槻手綱就讀同一所高中學校，代號「Fortune Card」。在校內擔任學生會長，有嚴重的戀弟情結。與弟弟組成Card小組。
和高槻關係不錯，也蠻照顧不善人際關係的小代理，但在某次意外得知兩人是Hand Shakers搭擋，因為受到長岡大地的設計陷害，雙方被迫應戰，最終敗於高槻的Gear所打敗。在W'z第3話登場時，已失去寧錄能力，與無血緣關係的弟弟勝結為夫妻。
北條勝（聲：村瀨步）
璃璃的弟弟兼Hand Shakers搭檔，代號「Emperor Card」。對璃璃的戀弟情結頗感無奈，但也逐步接受，曾和姊姊璃璃一起照顧迷路的小代理，同時教她卡牌遊戲的玩法，最終與高槻一戰後落敗。在W'z第3話登場時，已失去寧錄能力，與無血緣關係的姐姐璃璃結為夫妻。

#### Shadow
三津寺千鶴（聲：上坂菫）
中學生般的外表與體型實際上已經25歲，東颯的前輩，代號「Dagger Shadow」。目前已知擊敗過Chain，但讓Chain逃跑了，敗於Gear，但仍與高槻來往，有時會以人生前輩的姿態來開導高槻，本身經營餐飲業，一直希望高槻和小代理來店裡打工。在W'z第3話登場時，已失去寧錄能力，與颯一起開咖啡廳，並擔任副店長。
東颯（聲：石川界人）
代號「Blade Shadow」。千鶴商社公司時的後輩，但因為身型有時反被誤認是千鶴的上司。在W'z第3話登場時，已失去寧錄能力，與千鶴一起開咖啡廳，並擔任店長。

#### Sword
阿波座小玉（聲：小松未可子）
代號「Sing Sword」。外表可愛綁著雙馬尾的偶像歌手，不使用代號直接將本名曝露給對手，接近神的境界，發動能力可影響侵蝕金字塔空間，搭檔是經紀人盛山響。性格開朗強勢自信，總是把格言掛在嘴邊，喜歡單方面挑起戰鬥。對於敗給自己的對手，小玉認為這單純是因為她太強大所致，並毫不留情質問對方「有把它（指實力懸殊巨大）刻在靈魂裏嗎？」，原本是個在公園表演的平凡少女，想要跟神許的願望則是成爲頂級偶像。
盛山響（聲：杉田智和）
代號「Sonic Sword」。阿波座小玉的經紀人兼搭擋，不使用代號直接將本名曝露給對手。
長岡大地（聲：津田健次郎）
代號「Gold Cocoon」。實力在Sword小組之上，知曉手綱跟小代理所有事情，曾經與槙原長政是Hand Shakers搭擋，之後反目，對於高槻和小代理的組合頗為反對，甚至向高槻直言別把小代理當成已死的妹妹。
個性並不善於言詞，有時會說一些讓人難懂的話，與高槻一戰落敗後和槙原和解，同時認同高槻的實力。在OVA中與槙原長政和花咲時雨帶檀與小代理出遊時，花咲時雨趁他與槙原長政離開時襲擊了檀與小代理，之後他與槙原長政及時趕到並解救了檀與小代理。
真由美／芥川檀(（聲：加隈亞衣）
代號「Sliver Cocoon」。長岡大地的搭檔，實力在Sword小組之上，芥川小代理的雙胞胎姐姐兼前Hand Shakers搭擋。在OVA中與長冈大地，槙原長政和花咲時雨出遊時，被花咲時雨趁長冈大地和槙原長政離開時襲擊，与雙胞胎妹妹小代理陷入危险中，最后长冈大地和槙原长政及时赶到救了她们姐妹俩。

#### Chain
布雷克（聲：福山潤）
代號「Break Chain」，本作未提到本名，但在續作動畫《W'z》中可得知名為荒城令次郎。與賓得是情侶，透過虐待賓得來啟動製造鎖鍊的能力，是高槻和小代理剛搭檔就遭遇的對手，最終被高槻打敗後重傷送到醫院，之後康復，在街上偶遇高槻默默在心理認同其實力。目前在W'z第01話登場，已失去寧錄能力，《W'z》的男主角荒城幸也的養父。
賓得（聲：日笠陽子）
代號「Bind Chain」，本作未提到本名，但在續作動畫《W'z》中可得知名為荒城幸音。名門望族千金小姐，與布雷克是情侶，透過被布雷克虐待的快感來啟動製造鎖鍊的能力，被高槻打敗後，在街上與布雷克一同偶遇高槻和小代理，輕聲替他們加油。目前在W'z第01話登場，已失去寧錄能力，《W'z》的男主角荒城幸也的養母。

### 其他
槙原長政（聲：森久保祥太郎）
大學的副教授。Hand Shaker的研究者。向遇見小代理的手綱說明有關Hand Shaker的事情，并给予小代理和手綱帮助，也是前任Hand Shakers，並認識手綱的父母。在OVA中與長冈大地和花咲時雨一起帶檀與小代理出遊，花咲時雨趁他與長冈大地離開時襲擊了檀與小代理，之後他與長冈大地及時趕到解救了檀與小代理。
高槻結（聲：雨宮天）
高槻手綱的妹妹，已故。在OVA中去世后把器官捐献给小代理和檀。
橘友樹（聲：小林裕介）
手綱的同學。
花咲時雨（聲：早見沙織）
芥川博士研究室的新人研究員，大學院生。在OVA中與长冈大地和槙原长政帶檀與小代理出遊時，趁长冈大地和槙原长政離開後襲擊了檀與小代理，但被後來趕到的长冈大地和槙原长政所打败。
芥川博士
芥川夫人
以上兩人為芥川小代理及芥川檀之父母，皆為Hand Shakers搭檔，在謁見神之後消失。

## 小說版
由動畫版編劇八薙玉造執筆，MF文庫J刊載。全2冊。
| 冊數 | Media Factory | Media Factory          |
| 冊數 | 發售日期      | ISBN                   |
| ---- | ------------- | ---------------------- |
| 1    | 2017年1月25日 | ISBN 978-4-04-068490-1 |
| 2    | 2017年4月25日 | ISBN 978-4-04-069181-7 |

## 漫畫版
漫畫由小鳩作畫，Frontier Works出版。單行本全2冊。
| 冊數 | Frontier Works               | Frontier Works | Frontier Works         |
| 冊數 | 書名                         | 發售日期       | ISBN                   |
| ---- | ---------------------------- | -------------- | ---------------------- |
| 1    | Hand Shakers find the gear 1 | 2017年2月24日  | ISBN 978-4-86-134974-4 |
| 2    | Hand Shakers find the gear 2 | 2018年2月24日  | ISBN 978-4-86-657102-7 |

## 電視動畫

### 製作人員
- 原案、動畫製作：GoHands
- 原作：GoHands、Frontier Works、KADOKAWA
- 導演：鈴木信吾、金澤洪充
- 劇本統籌：金澤洪充
- 人物設定：內田孝行
- 機械設定：大久保宏
- 道具設計：岸田隆宏
- 總作畫監督：內田孝行、古田誠
- 主要動畫師：大久保宏、岡田直樹、立花昌之
- 美術監督：內藤健
- 攝影監督：戶澤雄一朗
- CGI導演：菊地貴紀
- 剪輯：田所沙織
- 音響監督：田中亮
- 音樂：GOON TRAX
- 音樂製作：KADOKAWA
- 音樂製作人：壽福知之、吉川明
- 製作人：長谷川和彥、河本紗知、金庭惠、尾形光廣、黑崎祐貴、林俊安
- 動畫製作人：菊地貴紀
- 製作：Project-HS

### 主題歌
片頭曲「One Hand Message」
作詞：hotaru，編曲：Tom-H@ck，作曲、主唱：OxT
第1話未使用。
片尾曲
作詞、作曲、主唱：新居昭乃，編曲：保刈久明
第1話未使用。
插入歌（第8話－第10話、第13話）
作詞：遠藤幸三，作曲、編曲：森本貴大，主唱：阿波座小玉（聲：小松未可子）

### 各話列表
| 話數           | 標題                  | 劇本              | 分鏡              | 演出     | 作畫監督                                                                  |
| -------------- | --------------------- | ----------------- | ----------------- | -------- | ------------------------------------------------------------------------- |
| 第1話          | Conductor to Contact  | 八薙玉造 金澤洪充 | 島津裕行 鈴木信吾 | 橫克昌   | 內田孝行、古田誠 岡田直樹、武本大樹 安達翔平                              |
| 第2話          | Lead by Red           | 八薙玉造 金澤洪充 | 島津裕行 鈴木信吾 | 橫克昌   | 內田孝行、古田誠 立花昌之、武本大樹 植木理奈                              |
| 第3話          | Blade and Dagger      | 八薙玉造 金澤洪充 | 島津裕行 鈴木信吾 | 山岸徹一 | 內田孝行、古田誠 植木理奈、石田智美                                       |
| 第4話          | Live Lab              | 八薙玉造 金澤洪充 | 島津裕行 鈴木信吾 | 金澤洪充 | 內田孝行、古田誠 谷圭司、武本大樹 海野瑠璃                                |
| 第5話          | Meet Yet              | 八薙玉造 金澤洪充 | 金澤洪充 鈴木信吾 | 立花昌之 | 內田孝行、古田誠 武本大樹、安達翔平                                       |
| 第6話          | Emperor of Fortune    | 八薙玉造 金澤洪充 | 島津裕行 鈴木信吾 | 橫克昌   | 內田孝行、古田誠 岡田直樹、石田智美 海野瑠璃                              |
| 第7話          | Festival and Carnival | 八薙玉造 金澤洪充 | 島津裕行 鈴木信吾 | 山岸徹一 | 內田孝行、古田誠 武本大樹、安達翔平                                       |
| 第8話          | Sing a Sonic          | 八薙玉造 金澤洪充 | 島津裕行 鈴木信吾 | 立花昌之 | 內田孝行、古田誠 植木理奈                                                 |
| 第9話          | Finally Fairy         | 八薙玉造 金澤洪充 | 金澤洪充 鈴木信吾 | 横克昌   | 內田孝行、古田誠 植木理奈                                                 |
| 第10話         | Kitten Kitchen        | 八薙玉造 金澤洪充 | 島津裕行 鈴木信吾 | 金澤洪充 | 內田孝行、古田誠 武本大樹                                                 |
| 第11話         | Cocoon Cocoon         | 八薙玉造 金澤洪充 | 金澤洪充 鈴木信吾 | 立花昌之 | 內田孝行、古田誠                                                          |
| 第12話         | Shake the Hands       | 八薙玉造 金澤洪充 | 金澤洪充 鈴木信吾 | 山岸徹一 | 內田孝行、古田誠 安達翔平、石田智美 海野瑠璃                              |
| 第13話 （OVA） | Go ago Go（EX）       | 八薙玉造 金澤洪充 | 金澤洪充 鈴木信吾 | 横克昌   | 安達翔平、石田智美 植木理奈、內田孝行 海野瑠璃、岡田直樹 立花昌之、古田誠 |

## 播放單位
日本深夜動畫：下文記載的日本国内播放時間使用日本標準時間（UTC+9）表示。因為部分時間标识會採用30小时制，因此請留意这类超过24:00的时间，其實際播放時間為翌日清晨。

### 日本
| 播放日期               | 播放時間（UTC+9）         | 播放電視台 | 播放地區   | 備註                                 |
| ---------------------- | ------------------------- | ---------- | ---------- | ------------------------------------ |
| 2017年1月10日－3月28日 | 星期二 24時30分－25時00分 | TOKYO MX   | 東京都     |                                      |
|                        | 星期二 25時35分－26時05分 | 愛知電視台 | 愛知縣     |                                      |
|                        | 星期二 26時30分－27時00分 | MBS        | 近畿廣域圈 | 『動畫特區』第1部 作品舞台（大阪府） |
| 2017年1月11日－3月29日 | 星期三 24時00分－24時03分 | BS11       | 日本全國   | BS放送 『ANIME+』時段                |

| 發佈日期 | 發佈時間              | 發佈網站                  |
| --- | --------------------- | ------------------------- |
| 2017年1月12日－3月30日 | 星期四 12時00分 更新  | d動畫商城                 |
| |                       | 2017年1月14日－4月1日     |
| 星期六 24時00分－24時30分 | AbemaTV新作動畫頻道   |                           |
| | 2017年1月18日－4月5日 | 星期三 24時00分－24時30分 |
| niconico直播 |                       |                           |
| 2017年1月19日－4月6日 | 星期四 24時00分 更新  | GYAO！                    |
| |                       |                           |
| 星期四 24時30分 更新 | niconico動畫          |                           |
| |                       | 星期四 12時00分 更新      |
| 萬代頻道 RakutenShowtime 光TV （ 日语 ： ひかりTV） animate Channel [ 5 ] Hulu U-NEXT Anime放題 （ 日语 ： アニメ放題） J:COM On-Demand （ 日语 ： ジュピターテレコム） Video Pass （ 日语 ： ビデオパス） au Video Pass （ 日语 ： ビデオパス） Amazon Video 富士電視台 On-Demand （ 日语 ： フジテレビオンデマンド） DMM.com Video Market （ 日语 ： ビデオマーケット） Movie Full Plus HAPPY！動畫 |                       |                           |
| 2017年1月25日－4月8日 | 星期三 12時00分 更新  | Netflix                   |
| |                       |                           |

### 國外
| 發佈日期                            | 發佈時間                      | 發佈網站                                            | 備註         | 2017年1月4日－3月22日  |
| ----------------------------------- | ----------------------------- | --------------------------------------------------- | ------------ | ---------------------- |
| 星期二 25時30分 更新                | bilibili                      | 含簡體中文字幕                                      |              |                        |
| PPTV                                | 含簡體中文字幕                |                                                     |              | iQIYI                  |
| 含簡體中文與日文字幕 含繁體中文字幕 | 2017年1月12日－3月30日        | 星期四 21時00分－21時30分 （與日本同步首播（UTC+8） | i-Fun動漫台  | 中華電信MOD平台 有重播 |
| 2017年6月15日－7月5日               | 星期三至四 20時00分－21時00分 | Animax                                              | UTC+8 有重播 |                        |

## 藍光&DVD
| 卷數 | 發行日期      | 收錄話數      | 規格編號  | 規格編號  |
| 卷數 | 發行日期      | 收錄話數      | 藍光      | DVD       |
| ---- | ------------- | ------------- | --------- | --------- |
| 上卷 | 2017年3月24日 | 第1話～第6話  | MFXA-0001 | MFBA-0003 |
| 下卷 | 2017年5月24日 | 第7話～第12話 | MFXA-0002 | MFBA-0004 |

## 網路廣播
網路廣播以《電台「Hand Shakers」～我是槙原呦！全員集合!!》為標題，2017年1月25日起至4月5日為止，隔週星期三在animate Times發佈，主持人由槙原長政的聲優森久保祥太郎擔任。

## 舞台劇
2018年1月24日至同年1月28日為止，於CNGK進行舞台劇公演。
- 企劃、製作：Stage Project ILLUMINUS
- 劇本、演出：吉田武寬
- 音樂：GOON TRAX

## 相關項目
- W'z（日语：W'z《ウィズ》）－同樣由GoHands製作的原創電視動畫，首播時間在2019年1月至3月。與Hand Shakers的世界觀設定都相同，而且部分的登場人物後來也在新作登場。

## 外部連結
- 電視動畫「Hand Shakers」官方網站 （页面存档备份，存于） （日語）
- Hand Shakers的X（前Twitter） （日語）
- 舞台劇「Hand Shakers」官方網站 （页面存档备份，存于） （日語）